# 南京市孙家初级中学
南京市孙家初级中学（又称孙家中学）是中華人民共和國江蘇省南京市的一所普通中学。

## 學校简史
1983年建校，前身为孙家联中，该中学是由周边四个行政村中的小学的戴帽初中撤并而成。1995年正式更名为南京市孙家初级中学。1998年异地重建，1999年搬入新校址。